# Virgen de la Peana (Borja)
Nuestra Señora de la Peana, la Virgen de la Peana, es una advocación mariana católica. La imagen original se venera en la Colegiata de Santa María, en la localidad de Borja, en la provincia de Zaragoza, en Aragón (España), de la que es patrona.

## Historia
Los orígenes del culto a la Virgen de la Peana se remontan al Siglo XVI. Existe constancia en 1532 de la existencia de un retablo dedicado a la Virgen del Rosario, cuya imagen era utilizada por el Cabildo Colegial en diferentes procesiones.
En el año 1650, el Cabildo decide que únicamente esta imagen fuera llevada bajo palio. Esto se tradujo en el inicio del patronazgo de Borja por Nuestra Señora de la Peana, sobrenombre popular de la Virgen del Rosario. La primera función religiosa en su honor no llegaría hasta 1789, cuando los agricultores de la localidad, ante la pérdida de sus cosechas por el pedrisco, solicitaron el amparo y protección de la imagen.
Será en 1791 cuando quede establecida su fiesta el primer domingo de mayo. En 1948 el papa Pío XII reconoce "declarar y constituir a la Santísima Virgen María del Santísimo Rosario, popularmente conocida como de la Pena, principal patrona celeste ante Dios del lugar llamado Borja, con todos y cada uno de los privilegios y honores que corresponden a los patronos".
El 7 de mayo de 1989, coincidiendo con el segundo centenario de su veneración, el entonces obispo de la Diócesis de Tarazona, Ramón Bua Otero, coronó a la Virgen de la Peana en la plaza de España.
En el año 2004 se procedió a la restauración de la imagen, devolviendo a la talla la policromía original del siglo XVI.

## Rosario de Cristal
El Rosario de Cristal, acto central de las Fiestas en honor a la Virgen de la Peana, procesiona el primer domingo de mayo.
La idea de crear un Rosario de Cristal en honor a la Virgen de la Peana, surgió en el año 1924 de la mano del sacerdote borjano Federico Magdalena Sanjuán, quien quiso realizar uno a semejanza del realizado en Zaragoza en honor a la Virgen del Pilar. Fue 4 años después, en 1928 cuando el Rosario de Cristal sale por primera vez en procesión. Inicialmente, constaba de 50 faroles, ampliándose más tarde hasta 122.
En la actualidad el Rosario de Cristal de Borja consta de cinco faroles que representan a los Misterios gloriosos, con sus correspondientes Padrenuestros, Avemarías y Glorias, junto con los de la Letanía. Desfilan también otros faroles monumentales como el de la Cruz que lo inicia, el Santo Domingo de Guzmán, el de la Salve y el gran farol con el que el Ayuntamiento de la localidad quiso contribuir, en el momento de su fundación, al esplendor del Rosario. Cierra la comitiva la imagen de la Virgen, portada por los mozos de la localidad.
Por una Orden de 7 de octubre de 2005 del Departamento de Industria, Comercio y Turismo del Gobierno de Aragón, el Rosario de Cristal de Borja fue declarado Fiesta de Interés Turístico de Aragón